# Laveno-Mombello
Laveno-Mombello és un municipi situat al territori de la província de Varese, a la regió de la Llombardia, (Itàlia).
Laveno-Mombello limita amb els municipis de Caravate, Castelveccana, Cittiglio, Ghiffa, Leggiuno, Sangiano, Stresa i Verbania.

## Galeria

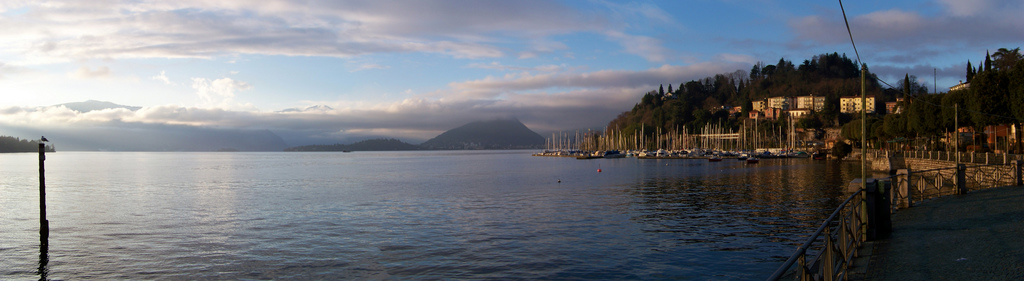
Vista de Laveno-Mombello
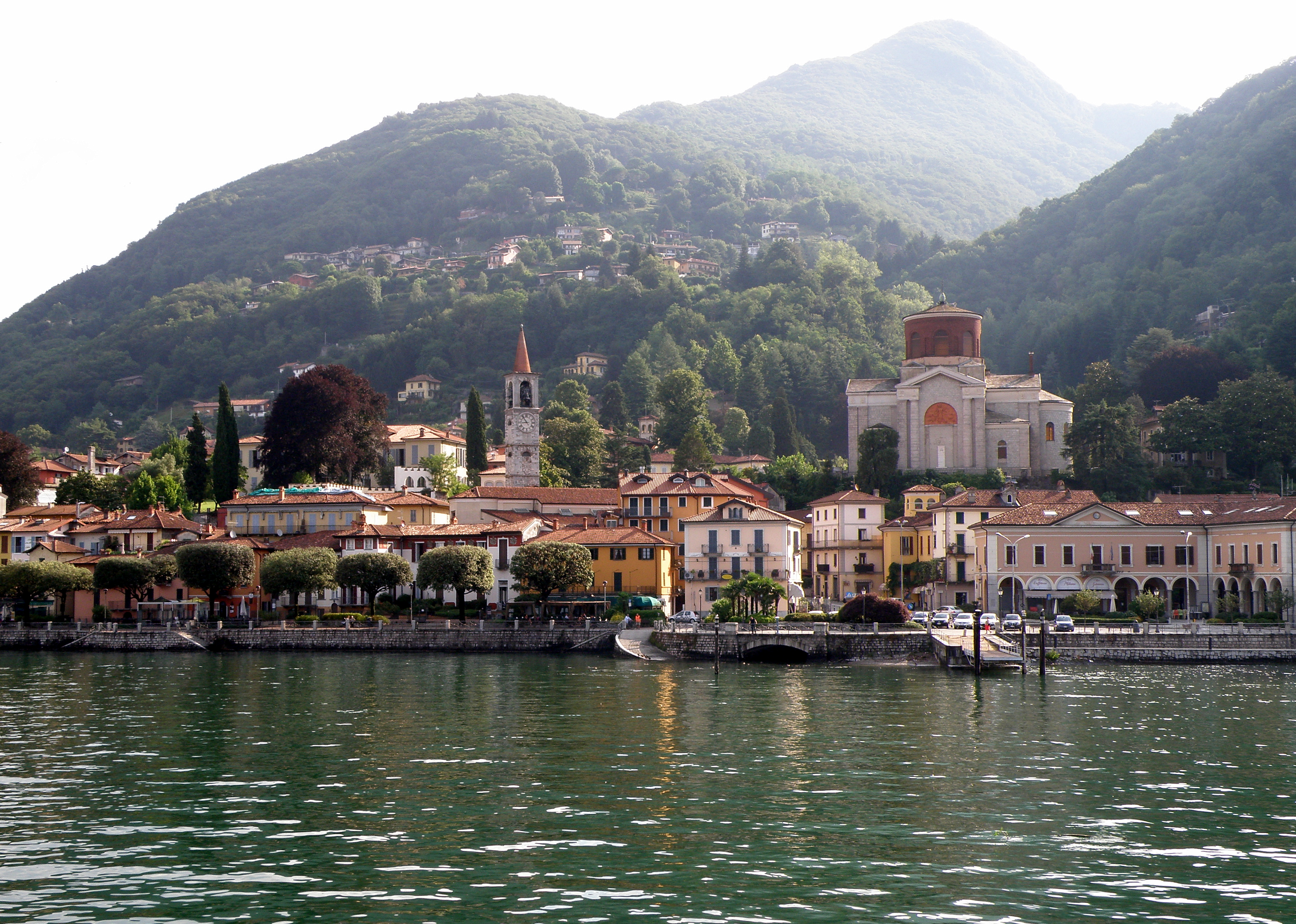
Vista des del llac
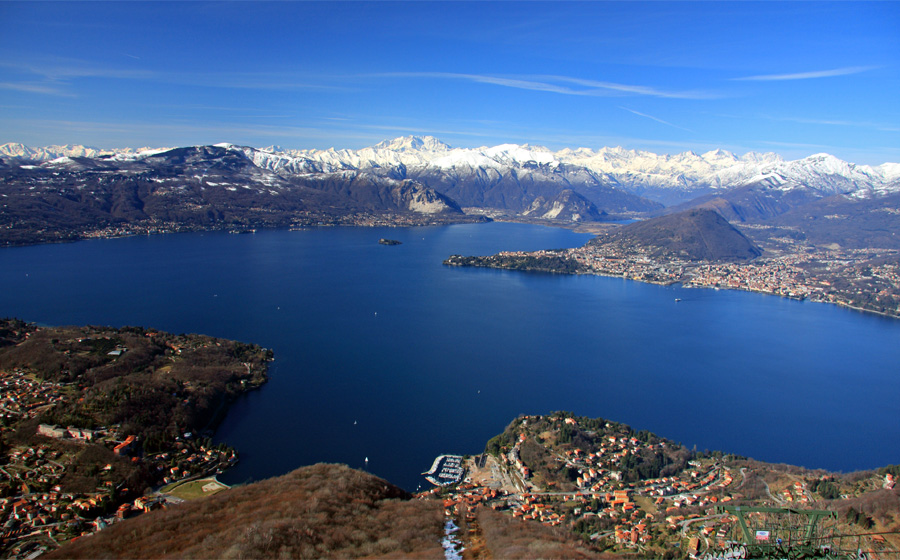
Llac Maggiore